# Hollywood Rose
Hollywood Rose Var et band der blev stiftet af forsanger Axl Rose og guitarist Izzy Stradlin i foråret 1984 (Oprindeligt under navnet Rose). Senere blev Slash og Steven Adler også medlemmer i bandet. Bandet kan ses som en slags forløber til Guns N' Roses. Bandet blev opløst i starten af 1985 da Guns N' Roses blev dannet.